# 高崎渋川線バイパス
高崎渋川線バイパス（たかさきしぶかわせんバイパス）は、群馬県高崎市浜尻町と渋川市石原を結ぶ群馬県道25号高崎渋川線のバイパスである。通称は「高渋バイパス」。

## 概要
県道高崎渋川線は通過する各市町の中心部を貫く上、高崎 - 渋川間を最短で結ぶ路線であるため全線で交通量が多い。しかし、現道は片側1車線で右折レーンのない交差点が多く、朝夕を中心に激しい渋滞が発生しているため、そのバイパスとして1985年度から事業化され、整備が進められた。
第1期区間（高崎市浜尻町 - 同市金古町）は、1998年（平成11年）から小八木町 - 金古町　間が暫定2車線で順次開通し、2012年には浜尻町 - 小八木町間が完成した。
第2期区間（高崎市金古町 - 吉岡町小倉）は、高崎市金古町の上宿交差点 - 仲原交差点が既存の高崎市道を拡幅して供用され、2012年6月9日に仲原交差点から吉岡町上野田の野田宿交差点までが開通し、上野田 - 小倉間は2013年3月27日に開通した。。
第3期区間（吉岡町小倉 - 渋川市石原）は、第2期区間の終点から渋川市石原の現道に接続する経路であり、現道重複区間（行幸田停留所 - 石原）が4車線化され、新規開通区間は2018年4月27日に供用を開始し、全線開通。2021年4月に全区間4車線となった。バイパス終点の石原交差点で群馬県道35号渋川東吾妻線の渋川西バイパス（上信自動車道の一部）と接続する。

## 主要データ
- 起点：高崎市浜尻町（問屋町入口交差点）
- 終点：渋川市石原（石原交差点）
- 全長：15.1km
- 開通：1998年 (全線開通は2018年)
- 車線数：4車線

## 通過する自治体
- 群馬県
  - 高崎市
  - 前橋市
  - 渋川市
  - 北群馬郡
    - 榛東村
    - 吉岡町

### 交差する主な道路
- 国道17号高崎前橋バイパス、高崎市道中央通り線 - 高崎市浜尻町（問屋町入口交差点）
- 群馬県道10号前橋安中富岡線 - 高崎市棟高町（棟高東交差点）
- 群馬県道127号足門前橋線（西毛広域幹線道路） - 高崎市棟高町 （辻久保交差点）
- 群馬県道127号足門前橋線（現道）- 高崎市引間町 （引間西交差点）
- 群馬県道6号前橋箕郷線 - 前橋市青梨子町 （青梨子町南交差点（旧・金古東））
- 群馬県道25号高崎渋川線（現道） - 高崎市金古町（上宿交差点）
- 群馬県道161号南新井前橋線 - 榛東村新井（下新井交差点）
- 群馬県道154号新井下室田線 - 榛東村新井
- 群馬県道15号前橋伊香保線 - 吉岡町上野田（野田宿交差点）
- 群馬県道26号高崎安中渋川線 - 吉岡町小倉（小倉中央交差点）
- 群馬県道25号高崎渋川線（現道） - 渋川市行幸田
- 群馬県道35号渋川東吾妻線（渋川西バイパス）、群馬県道25号高崎渋川線（現道） - 渋川市石原

## 沿革
- 1998年～ - 第1期区間の高崎市小八木町 - 金古町間が開通する（暫定2車線）
- 2012年3月4日 - 第1期区間の高崎市浜尻町 - 小八木町間が開通する[3]。
- 2012年6月9日 - 第2期区間の高崎市金古町 - 吉岡町上野田間が開通する[4]。
- 2013年3月27日 - 第2期区間の吉岡町上野田 - 小倉間が開通する[5]。
- 2018年4月27日 - 吉岡町小倉 - 渋川市石原が開通し、全線開通[6][2]（一部暫定2車線）
- 2021年4月上旬 - 最後まで2車線区間だった金古町上宿付近が4車線化、事業完了。